# Laurence R. Iannaccone
Laurence Robert Iannaccone (/ˌjɑːnəˈkoʊni/, * 24. Mai 1954) ist ein Professor in Wirtschaftswissenschaft an der Chapman University in Orange County, Kalifornien.
Bevor er 2009 an die Chapman University wechselte, war er ein Koch Professor of Economics an der George Mason University. Er hat zu "Religion, Wirtschaft und Kultur", eine interdisziplinäre "Arbeitsgemeinschaft zum Studium der Religion, Wirtschaft und Kultur" (ASREC), und ein neues "Consortium für den Wirtschafts-Study of Religion" (CESR) gegründet. Er arbeitete zuletzt an zwei Büchern zu dem Thema "Ökonomie der Religion". Er gilt als ein Pionier auf diesem Gebiet, und größter Befürworter.
Iannaccone hat einen MS-Abschluss in Mathematik. 1984 wurde er zum PhD in Wirtschaftswissenschaften an der University of Chicago promoviert.

## Bibliografie
- Laurence R. Iannaccone: Politics, power and policy. C. E. Merrill, 1970, ISBN 978-0-675-09386-6, S. 239.
- Journal of Economic Literature (Hrsg.): Introduction to the Economics of Religion. Band 36, Nr. 3, S. 1465–1495 (usp.br [PDF] englisch: Introduction to the Economics of Religion. 1998.).
- Laurence R. Iannaccone, Massimo Introvigne: Il mercato dei martiri. L'industria del terrorismo suicida. I Draghi, 2004, ISBN 978-88-7180-514-6, S. 160.
- Economic Record (Hrsg.): Extremism and the Economics of Religion. Band 88, 2012, S. 110–115 (ssrn.com).